# Граматика (опис мови)

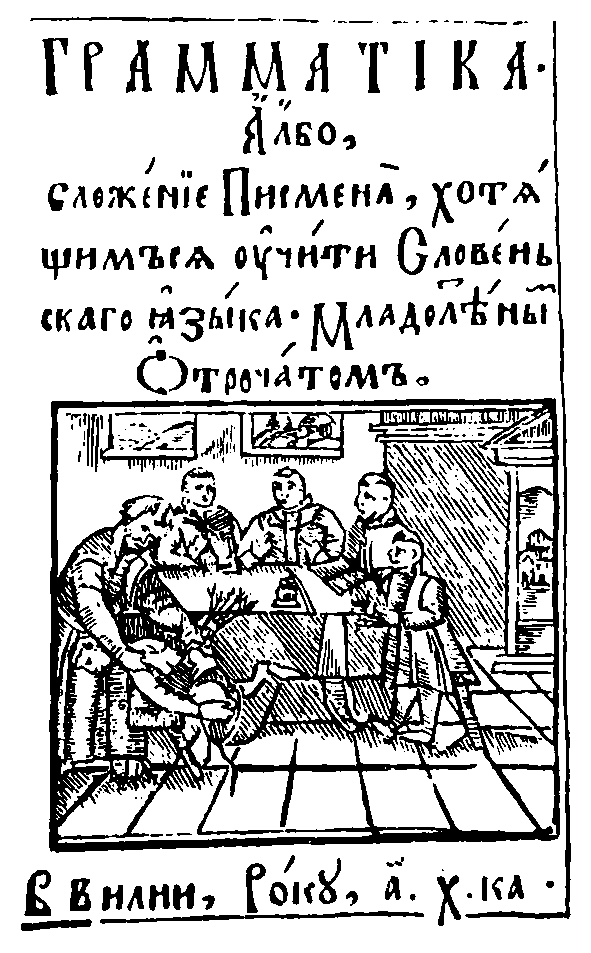
Скорочена версія 1621 року Граматики церковнослов'янської мови Мелетія Смотрицького

Грама́тика (від грец. γράμμα — «запис»), як опис мови — це науковий твір, що описує граматичну будову мови. Являє собою плід роботи вчених, що займаються граматикою як наукою.